# Leleszki

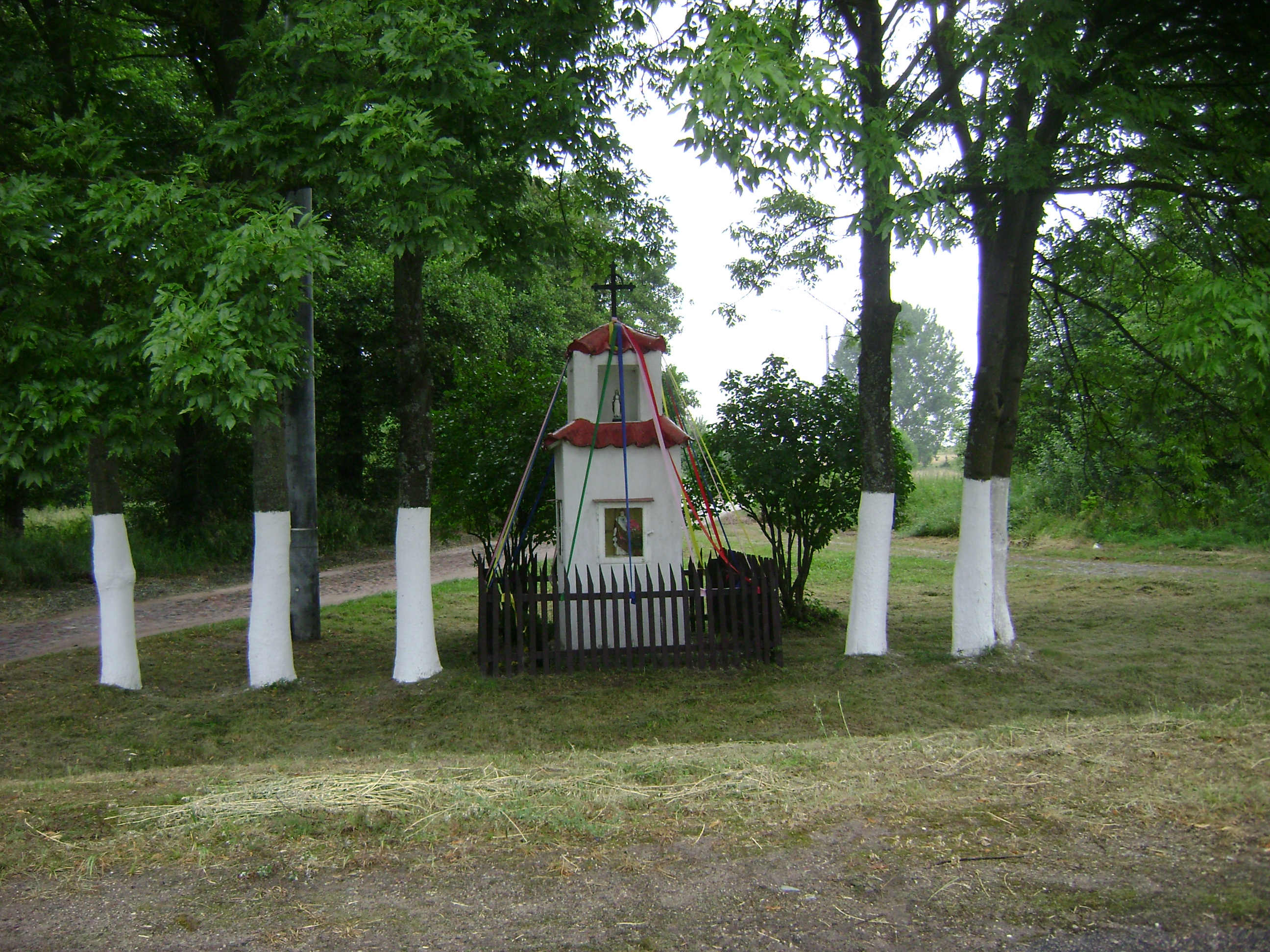
Przydrożna kapliczka

Leleszki (do roku 1950 Leleski, niem. – Lehlesken) – wieś w Polsce położona w województwie warmińsko-mazurskim, w powiecie szczycieńskim, w gminie Pasym. W latach 1975–1998 miejscowość administracyjnie należała do województwa olsztyńskiego.
Wieś, pierwotnie w zabudowie owalnicy, w przeważającej części o zwartej zabudowie, położona nad południowym brzegu jeziora Leleskiego, 3 km od Pasymia. Obejmuje obszar 935 ha gruntów rolnych, łąk, pastwisk i lasów, liczy 56 budynków mieszkalnych i 274 mieszkańców.
Leleszki są jedną z wielu wsi rolniczo-letniskowych w gminie Pasym. We wsi znajduje się Ośrodek Wypoczynkowo-Szkoleniowy "Witland", cztery gospodarstwa agroturystyczne i ponad 50 działek indywidualnych, częściowo zabudowanych pod potrzeby rekreacyjno-letniskowe. 
Przy wjeździe do wsi budynek dawnej szkoły wiejskiej, z przełomu XIX i XX wieku, przebudowany współcześnie na inne cele. 
We wsi urodził się Jan Jaegerthal-Jagiełko (1884-1942), działacz mazurski, sekretarz Mazurskiego Związku Ludowego.

## Historia
Nazwa miejscowości pochodzi od jeziora Leleski (dawna staropruska nazwa, pojawiająca się w dokumentach z około 1394 roku - Leylisken), nad którym jest położona. Wieś lokowana na prawie chełmińskim przez komtura ostródzkiego Kuno von Liebenstein dnia 21 marca 1381 roku. Nadał on wtedy Nasikowi (Nassike) 40 włók na założenie wsi czynszowej. Z nadania Nasik, jako sołtys, otrzymał 4 włóki dla siebie oraz zwolnienie na 12 lat od wszelkich danin, z wyjątkiem dziesięciny na rzecz kościoła w Henrykowie (Heinrichswalde). W późniejszych latach osada przekształcona w wieś ziemiańską.